# Братмир
 Тази статия е за заличеното село в Гърция.  За заличеното село в България вижте Братимир.  За селото в Албания вижте Братомир.
Бра̀тмир или Предмир, Предмери, Братомир, Братимир (изписване до 1945 година: Прѣдмиръ, Прѣдмери, Братмиръ, на гръцки: Μπρατμιρίου) е бивше село в Егейска Македония, Гърция, на територията на дем Горуша (Войо), област Западна Македония.

## География
Руините на селото се намират в областта Костенария (Кастанохория) югозападно от град Хрупища (Аргос Орестико), в землището на село Скалохори  (Чърчища), между селата Нестиме (Ностимо) на северозапад, Скалохори на югоизток и Бухин (Антиро) на югозапад.

## История

### В Османската империя
В края на XIX век Братмир е малко българско село в каза Населица на Османската империя. Селото е чифлик на Джелал бей. Според статистиката на Васил Кънчов („Македония. Етнография и статистика“) в 1900 година Братмиръ има 60 жители българи.
На Етнографската карта на Битолския вилает на Картографския институт в София от 1901 година Братомир е чисто българско село в казата Населица на Серфидженския санджак с 12 къщи.
В началото на XX век цялото население на Братмир е под върховенството на Цариградската патриаршия. По данни на секретаря на Българската екзархия Димитър Мишев („La Macédoine et sa Population Chrétienne“) в 1905 година в Братмир има 96 българи патриаршисти гъркомани.
В Екзархийската статистика за 1908/1909 година Атанас Шопов поставя Братомир в списъка на „българо-патриаршеските, полупогърчени села“ в Населичка каза.
Според Георги Константинов Бистрицки Прѣдмиръ преди Балканската война има 6 български къщи.
На етническата карта на Костурското братство в София от 1940 година, към 1912 година Предмиръ е обозначено като българско селище.

### В Гърция
През Балканската война селото е окупирано от гръцки части и остава в Гърция след Междусъюзническата война. В първото гръцко преброяване е отбелязано като напуснато чифлигарско селище.
Селището е запуснато и от него е оцеляла единствено енорийската му църква „Свети Николай“. Жителите на Братмир се заселват в Чърчища, Нестиме и Хрупища.
| Година    | 1913 | 1920 | 1928 | 1940 | 1951 | 1961 | 1971 | 1981 | 1991 | 2001 | 2011 | 2021 |
| --------- | ---- | ---- | ---- | ---- | ---- | ---- | ---- | ---- | ---- | ---- | ---- | ---- |
| Население | 0    |      |      |      |      |      |      |      |      |      |      |      |